# Igor Vetokele
Igor Vetokele (Luanda, 23 marzo 1992) è un calciatore angolano con cittadinanza belga, attaccante del Lommel e della Nazionale angolana.

## Carriera

### Club

#### Gli esordi in Belgio
Vetokele cominciò la carriera con la maglia del Gent, senza disputare alcun incontro nel campionato 2010-2011. L'anno seguente passò allora al Cercle Bruges, debuttando nella massima divisione belga il 17 settembre 2011: subentrò a Kevin Janssens nel pareggio a reti inviolate contro il Lierse. Il 15 ottobre successivo arrivò la prima rete, nella vittoria per 1-2 sul campo del Mechelen.

#### Copenaghen
Il 21 agosto 2012 si trasferì al Copenaghen a titolo definitivo, legandosi alla nuova squadra con un contratto quadriennale. Esordì nella Superligaen il 15 settembre, nel successo per 2-1 sul Nordsjælland: nel corso della sfida, trovò anche la via del gol. A fine stagione, il Copenaghen vinse il campionato.
Nella Superligaen 2013-2014 arriva secondo con il Copenaghen, ma segna in questa stagione ben 13 reti in 29 presenze di campionato.

#### Charlton
Il 24 giugno 2014 il giocatore firma un contratto quinquennale con il Charlton.

### Nazionale
Vetokele rappresentò il Belgio a livello Under-17, Under-18, Under-19 e Under-21. Esordì per quest'ultima selezione il 6 settembre 2012, subentrando a Massimo Bruno nella sconfitta per 1-3 contro la Norvegia under 21.

## Statistiche

### Presenze e reti nei club
Statistiche aggiornate al 29 dicembre 2015.
| Stagione             | Club                 | Campionato           | Campionato | Campionato | Coppe nazionali | Coppe nazionali | Coppe nazionali | Coppe continentali | Coppe continentali | Coppe continentali | Supercoppe | Supercoppe | Supercoppe | Totale | Totale |
| Stagione             | Club                 | Comp                 | Pres       | Reti       | Comp            | Pres            | Reti            | Comp               | Pres               | Reti               | Comp       | Pres       | Reti       | Pres   | Reti   |
| -------------------- | -------------------- | -------------------- | ---------- | ---------- | --------------- | --------------- | --------------- | ------------------ | ------------------ | ------------------ | ---------- | ---------- | ---------- | ------ | ------ |
| 2010-2011            | Gent                 | D1                   | 0          | 0          | CB              | 0               | 0               | UCL+UEL            | 0                  | 0                  | -          | -          | -          | 0      | 0      |
| 2011-2012            | Cercle Bruges        | D1                   | 34         | 8          | CB              | 2               | 0               | -                  | -                  | -                  | -          | -          | -          | 36     | 8      |
| lug.-ago. 2013       | Cercle Bruges        | D1                   | 4          | 1          | CB              | -               | -               | -                  | -                  | -                  | -          | -          | -          | 4      | 1      |
| Totale Cercle Bruges | Totale Cercle Bruges | Totale Cercle Bruges | 38         | 9          |                 | 2               | 0               |                    | -                  | -                  |            | -          | -          | 40     | 9      |
| ago. 2012-2013       | Copenaghen           | SL                   | 15         | 3          | CD              | 1               | 0               | UCL+UEL            | 1+2                | 0+1                | -          | -          | -          | 19     | 4      |
| 2013-2014            | Copenaghen           | SL                   | 29         | 13         | CD              | 4               | 2               | UCL                | 2                  | 0                  | -          | -          | -          | 35     | 15     |
| Totale Copenaghen    | Totale Copenaghen    | Totale Copenaghen    | 44         | 16         |                 | 4               | 2               |                    | 5                  | 1                  |            | -          | -          | 54     | 19     |
| 2014-2015            | Charlton             | FLC                  | 41         | 11         | FA Cup + CdL    | 0+2             | 0               | -                  | -                  | -                  | -          | -          | -          | 43     | 11     |
| 2015-2016            | Charlton             | FLC                  | 4          | 0          | FA Cup + CdL    | 0+1             | 0+1             | -                  | -                  | -                  | -          | -          | -          | 5      | 1      |
| Totale Charlton      | Totale Charlton      | Totale Charlton      | 45         | 11         |                 | 3               | 1               |                    | -                  | -                  |            | -          | -          | 48     | 12     |
| Totale               | Totale               | Totale               | 127        | 36         |                 | 10              | 3               |                    | 5                  | 1                  |            | -          | -          | 142    | 40     |

## Palmarès

### Club

#### Competizioni nazionali
- Campionato danese: 1

Copenaghen: 2012-2013
- Division 1B: 1

Westerlo: 2021-2022